# Талуарська декларація
Талуарська декларація сталого розвитку, створена ректорами ВНЗ для вищих навчальних закладів усього світу. Джон Майер, ректор Туфтського Університету (Массачусетс, США) в 1990 році скликав конференцію, в якій брали участь 22 університети з різних точок земної кулі у м. Талуар, Франція. Цей документ декларує світове лідерство установ вищої освіти в розвитку, створенні, підтримці та захисті сталого розвитку. Реєстратором Таллуарської декларації є організація, заснована у Вашингтоні, під назвою Лідери Університетів для Сталого Розвитку. За даними на жовтень 2010 р. декларація була підписана 429 ректорами університетів і коледжів з 52 країн на 5-ти континентах, 161 з яких знаходиться тільки в США.

## Текст Таллуарської декларації
Ми, президенти, ректори та проректори університетів усього світу, глибоко стурбовані небувалим масштабом і швидкістю забруднення і руйнування навколишнього середовища, виснаженням природних ресурсів.
Локальне, регіональне та глобальне забруднення повітря і вод; накопичення і розповсюдження токсичних відходів; знищення і виснаження лісів, ґрунту та води; виснаження озонового шару і емісія парникових газів створюють загрозу існуванню людства і тисячам інших видів, цілісності землі та її біологічній різноманітності, безпеці народів і спадщині майбутніх поколінь. Ці зміни навколишнього середовища викликані недобросовісними і нераціональними схемами виробництва та споживання ресурсів, збільшуючими бідність у багатьох областях світу.
Ми вважаємо, що потрібно вжиття негайних заходів для вирішення цих фундаментальних проблем та покращення ситуації. Стабілізація народонаселення, впровадження екологічно безпечних промислових і сільськогосподарських технологій, лісовідновлення і екологічна реконструкція — це ключові складові справедливого і стабільного майбутнього для всього людства, що живе в гармонії з природою.
Університети та інститути відіграють провідну роль в освіті, наукових дослідженнях, формуванні політики та інформаційному обміні, необхідному для досягнення вищезазначених цілей. Таким чином, керівники університетів та інститутів повинні організувати і підтримувати мобілізацію внутрішніх і зовнішніх ресурсів у відповідь на ситуацію, що склалася.
У зв'язку з цим ми готові зробити наступні дії:
1. Поширювати інформацію про екологічно сталий розвиток. 

Використовувати кожну можливість для привернення уваги громадськості, уряду, промисловості, організацій та університетів, відкрито заявляючи про термінову необхідність руху до екологічно сталого майбутнього.
2. Створювати базисну культуру екологічної стійкості. 

Залучати всі університети до участі у просвітництві, дослідженнях, формуванні політики та інформаційному обміні в питаннях народонаселення, охорони навколишнього середовища та руху до глобальної стійкості.
3. Формувати відповідальне ставлення суспільства до навколишнього середовища.  

Вводити програми експертної оцінки природокористування, сталого економічного розвитку, чисельності народонаселення, в тому числі і в суміжних областях, що дозволить забезпечити високий рівень компетентності та цивільної відповідальності випускників університетів в екологічних питаннях.
4. Сприяти підвищенню загальної екологічної грамотності. 

Розробляти програми з навчання абітурієнтів, студентів і вчительського складу з охорони навколишнього середовища.
5. Застосовувати на практиці екологічні програми.  

Показувати приклад відповідального ставлення до навколишнього середовища, встановлюючи і застосовуючи на практиці норми і методи збереження ресурсів, зменшення та переробки відходів, ведення екологічно безпечної діяльності.
6. Залучати всі зацікавлені сторони.  

Спонукати органи влади, фонди та промислові підприємства до підтримки комплексних наукових досліджень, освіти, формування політики і інформаційного обміну відносно екологічно сталого розвитку. Вступати у співпрацю з громадськими та некомерційними організаціями для допомоги у вирішенні екологічних проблем.
7. Забезпечувати комплексний підхід. 

Проводити спільні конференції викладацького складу та керівництва університетів з фахівцями з природокористування для комплексного розвитку освітніх програм, наукових проектів, досліджень та просвітницької діяльності на підтримку екологічно сталого майбутнього.
8. Залучати до роботи початкові і середні школи.  

Встановлювати зв'язки зі школами та середніми спеціальними навчальними закладами з метою комплексної освіти про народонаселення, стан навколишнього середовища та сталого розвитку.
9. Підтримувати просвітницьку діяльність по всій країні та за її межами.  

Працювати з місцевими та міжнародними організаціями для всесвітньої пропаганди сталого розвитку.
10. Постійно підтримувати рух. 

Заснувати координаційну раду на підтримку руху, а також інформувати один одного і підтримувати спільну діяльність з реалізації даної декларації.